# クサン・レイ
クサン・レイ（K'Sun Ray、Kesun Loder、1993年5月 - ）は、アメリカ合衆国の俳優、元子役。映画『ゾンビーノ』のティミー・ロビンソン役を務めており、テレビドラマにも多数出演している。

2011年10月16日に強盗未遂で逮捕された。

## 出演作品
- ＥＲ XV　緊急救命室 第１５シーズン
- ＣＳＩ：９　科学捜査班
- 名探偵モンク5
- クリミナル・マインド2 ＦＢＩ行動分析課
- ゾンビーノ（ティミー・ロビンソン）